# Jim Henson
James Maury Henson (Greenville, Misisipi, 24 de septiembre de 1936-Nueva York, 16 de mayo de 1990), más conocido como Jim Henson, fue un titiritero, director, escritor y productor televisivo estadounidense, conocido por ser el creador de The Muppets. Henson participó en varios programas de televisión, incluyendo Sesame Street y The Muppet Show, y en películas como The Muppet Movie, The Great Muppet Caper, The Dark Crystal y Labyrinth. Estuvo nominado a un premio Óscar y ganó los premios BAFTA y Emmy. Para desarrollar sus proyectos, Henson fundó diferentes compañías, como The Jim Henson Company, The Jim Henson Foundation y The Jim Henson's Creature Shop.

## Biografía
James Maury Henson nació en Greenville, Misisipi, el 24 de septiembre de 1936. Diez años más tarde, en 1946, Henson se mudó con su familia a Hyattsville, Maryland , un suburbio cerca de Washington D. C. . Mientras crecía, le encantaba ver películas de Disney, películas con leyendas cómicas como Bob Hope, George Burns y disfrutaba escuchando programas de radio como los de Edgar Bergen y Charlie McCarthy. Crecería para rendir homenaje a muchas de estas mismas leyendas y trabajar con ellas. Se graduó como miembro de la Sociedad Nacional de Honor de la Northwestern Senior High School en Hyattsville, Maryland, el 14 de junio de 1954.
Es especialmente recordado por ser el creador de The Muppets, un tipo de marionetas de tela dotadas de gran movilidad, y el líder creativo del equipo detrás de su éxito prolongado a lo largo de varias décadas. Henson consiguió crear un conjunto interesante de personajes desarrollando ideas novedosas con un sentido del ritmo y del humor que conectó con una audiencia tanto infantil como adulta. Sus obras se recuerdan en parte por promover valores positivos en la infancia como la amistad, la magia o el amor, temas que aparecían en la mayor parte de sus obras.
Entre sus personajes más conocidos es obligado citar a "Kermit the Frog" (la rana Gustavo en España o la rana René en Hispanoamérica), una de sus primeras creaciones de éxito. Fue el titiritero y voz del personaje desde 1955 hasta su muerte en 1990.

## Sam and Friends
Henson hizo su primera incursión con los títeres en televisión junto a su amigo y primer socio, el titiritero Russell Wall en el verano de 1954. Los dos crearon e interpretaron a los títeres Pierre la Rata Francesa y Longhorn & Shorthorn para The Junior Morning Show en la estación local WTOP. Aunque el programa duró solo tres semanas antes de ser cancelado, Henson rápidamente consiguió un trabajo de titiriteros en el programa Afternoon en WRC-TV, estación afiliada a NBC.
En 1955, mientras era estudiante universitario en la Universidad de Maryland , WRC-TV le ofreció a Henson su propio programa, que resultó en la creación de Sam and Friends (Sam y sus amigos). Los programas de cinco minutos se transmitían en vivo dos veces al día después de las noticias, y a menudo involucraban a los títeres sincronizando los labios con una rutina de comedia o alguna novedad para ese momento. El co-titiritero de Henson en aquel show, era Jane Nebel; la mujer que años más tarde se convertiría en su esposa (se casaron el 28 de mayo de 1959). Del elenco de personajes creados para esta serie, solo Kermit (que en ese momento no era un títere de rana) permanecería como una figura importante con Jim Henson en producciones posteriores.
A finales de la década de 1950, mientras todavía producía Sam and Friends, Henson mantuvo a flote a su incipiente compañía usando sus títeres en comerciales de televisión. Las primeras incursiones incluyeron a los títeres Wilkins y Wontkins y otros personajes para compañías locales, todas ellas bajo el nombre de "Muppets Inc."; una pequeña compañía establecida en 1958 y cuyo nombre es la unión de las palabras "Marionette" (marioneta) y "Puppet" (títere). En la década de 1960, la floreciente compañía se había expandido a campañas publicitarias en todo el país y uno de los personajes creados para estos comerciales fue Rowlf el perro. Rowlf ayudó a Henson a obtener atención a nivel nacional por primera vez al aparecer en comedias regulares como The Jimmy Dean Show . Esto llevó a una mayor aparición de los Muppets en programas de variedades y programas de entrevistas, incluidos Today y The Ed Sullivan Show.
Habiendo establecido un buen grupo de colaboradores, entre ellos, el titiritero Frank Oz, quien tiempo después fuera su gran amigo y mano derecha en sus proyectos, Henson desarrolló un fuerte interés por hacer películas. Entre 1964 y 1969 produjo varias películas experimentales como Timepiece, Youth 68 y The Cube. Estas películas le dieron experiencia para realizar nuevas técnicas con los Muppets.

## Sesame Street

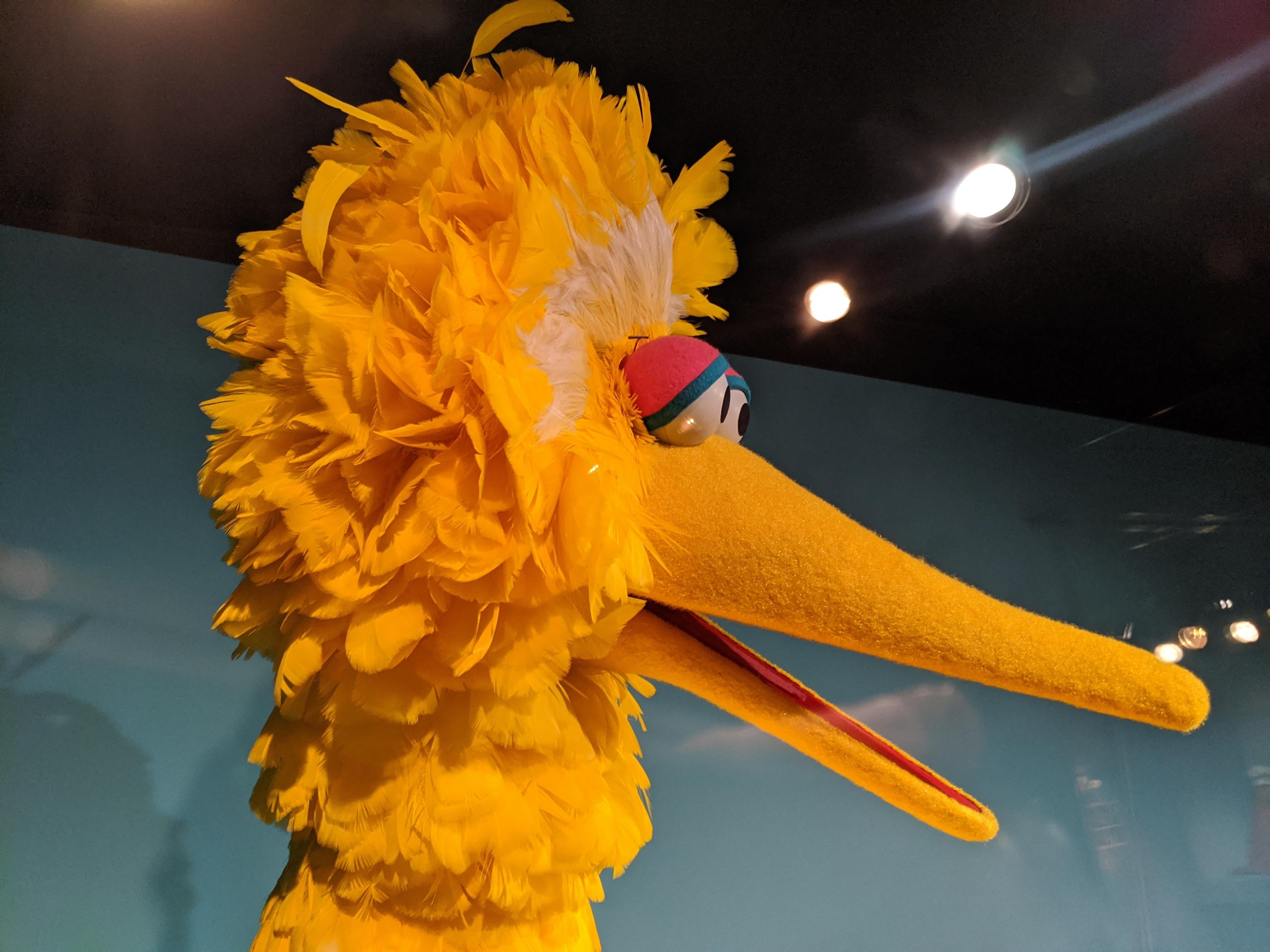
Cabeza de un títere de Big Bird usado en la serie de televisión Sesame Street, 1975. Exhibida en el Museo de la Imagen en Movimiento (MOMI) de Nueva York.

En 1969, Joan Ganz Cooney y el recién formado Children's Television Workshop (CTW) se acercaron a Jim para crear y representar títeres en un nuevo proyecto dirigido a niños en edad preescolar. El programa se convertiría en Sesame Street (del que posteriormente se crearian versiones internacionales como Barrio Sésamo en España o Plaza Sésamo en Hispanoamérica). Con ello, los Muppets constituyeron el centro básico del programa infantil y con los años Bert & Ernie (Epi y Blas en España; Beto y Enrique en Hispanoamérica), Oscar the Grouch (el monstruo de la basura en Hispanoamérica), Big Bird (equivalente a Caponata en España, de color amarillo, aunque de color verde fue llamado Abelardo en Hispanoamérica), Kermit the Frog (Gustavo en España; René en Hispanoamérica), Count von Count (El Conde Contar en Latinoamérica) pasaron a ser rostros familiares en todos los hogares. Henson inicialmente se mostró reacio a usar sus personajes en una serie educativa para niños, por temor a ser encasillado como animador infantil. Sin embargo, Ganz Cooney una vez comentó que si bien el equipo creativo del programa tenía una brillantez colectiva, Henson era el único "genio individual": "Él era el Charlie Chaplin, Mae West, WC Fields y los hermanos Marx de nuestra era", decía.
En Sesame Street, Henson interpretó a Kermit, el único Muppet establecido que apareció regularmente en la serie. También interpretó personajes como Ernie (Enrique en Hispanoamérica y Epi en España) y el presentador del programa de juegos Guy Smiley (El señor Sonrisa).
A fines de la década de 1970 y principios de la década de 1980, se involucró más en otros proyectos, por lo tanto, interpretó a sus personajes solo en segmentos en lugar de las tramas principales del show. Sin embargo, todavía estaba involucrado en producciones relacionadas, interpretando a sus personajes en la primera película de Sesame Street, "Follow That Bird" (1985), interpretando las voces de sus personajes en varios espectáculos en vivo de Sesame Street, y también actuando en Christmas Eve in Sesame Street (1979), Big Bird in China (1982), Don't Eat the Pictures (1983), The Sesame Street Special (1988) y Sesame Street: 20 and Still Counting (1989). En esta última producción, Henson también apareció como él mismo en dos escenas. También fue entrevistado en The Sesame Street Experiment y Sing! Sesame Street remembers Joe Raposo and his music (paradójicamente, estrenado el mismo día de su fallecimiento).
Jim Henson grabó sus últimos segmentos para el programa el 21 de noviembre de 1989. Estos segmentos incluían a "The Bird Family", un segmento de Sesame Street News Flash en el que Kermit entrevista a un pájaro cuyos padres viven en diferentes árboles, como una forma de explicarle a los niños acerca de la separación de los padres y el divorcio. También grabó la canción de Kermit "I Wonder Bout the World Above Up There" y la canción de Ernie "Don't Throw That Trash on the Ground"

## The Muppet Show

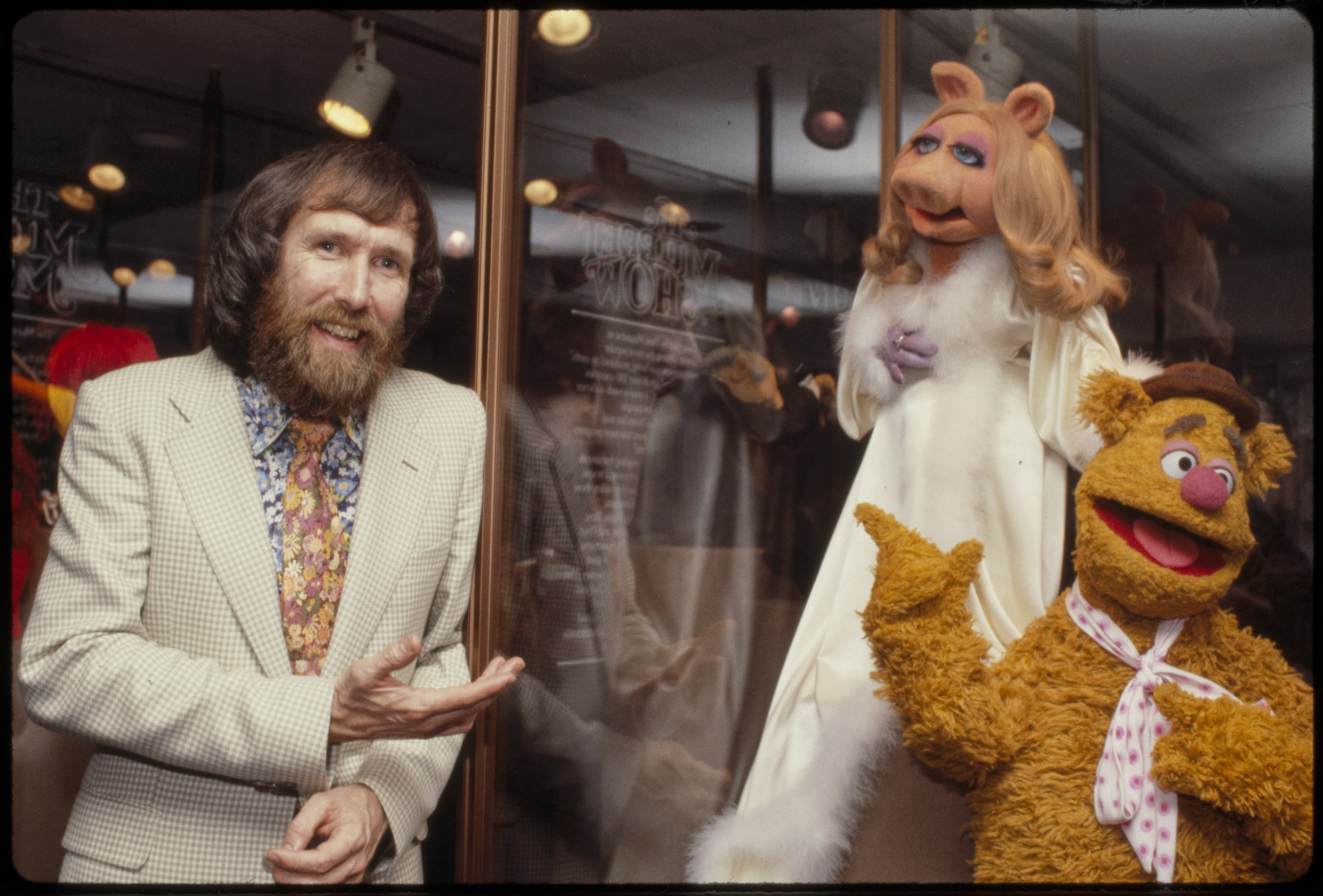
Jim Henson con Miss Piggy y el oso Fozzie en 1979

Henson siempre sintió que los títeres deberían ser para todas las edades, incluidos los adultos, y estaba frustrado de que Sesame Street, incluso con su atractivo para los adultos, todavía fuera la programación infantil. Los Muppets fueron etiquetados como "entretenimiento infantil" por los ejecutivos de las cadenas televisivas estadounidense. En 1975, su agente Bernie Brillstein, consiguió que Henson desarrollara un segmento de títeres llamado "The Land of Gorch" para la primera temporada del popular show de la cadena NBC, Saturday Night Live, (conocido en aquel entonces como NBC's Saturday Night). Pero como el contenido no era escrito por su equipo de colaboradores y con ciertos miembros del reparto del programa molestos de compartir el espectáculo con títeres, Henson nunca se sintió bien allí y abandonó el segmento. Afortunadamente en 1976, recibió otra propuesta cuando el empresario británico y propietario de medios, Sir Lew Grade lo invitó a producir un espectáculo de media hora grabado en Reino Unido. Fue así como dio inicio a su más exitoso proyecto, The Muppet Show (El show de los Muppets en Latinoamérica o El Show de los Teleñecos en España) que se convirtió en uno de los programas de televisión más exitosos de todos los tiempos. Además de Kermit the Frog como el anfitrión, el programa presentaba personajes que rápidamente se convertirían en nombres conocidos como Miss Piggy, El oso Fozzie, Gonzo, Dr. Bunsen Honeydew y su asistente Beaker, la banda de rock "Dr. Teeth and the Electric Mayhem", entre otros. Henson creó otra innovación comenzando con The Muppet Show, a partir de ese momento, todas las producciones se desarrollarían de manera que los humanos pudieran moverse libremente e interactuar de manera convincente con los títeres, mientras que los titiriteros podrían permanecer fácilmente ocultos y moverse por su entorno incluso mayor fluidez que antes. The Muppet show finalizó en 1981, luego de 5 temporadas al aire en la cadena de televisión británica ITV.
El programa tuvo tanto éxito que generó tres películas durante la vida de Henson (y más después de su muerte): The Muppet Movie ("La película de Los Teleñecos/La película de los Muppets") en 1979, The Great Muppet Caper ("La Gran aventura de los Muppets") en 1981, y The Muppets take Manhattan ("Los Muppets en Nueva York") en 1984. Cada película le brindó a Henson más oportunidades para romper las barreras tecnológicas, como por ejemplo, permitir que Kermit manejara una bicicleta. Luego del éxito del show se generó una serie de dibujos animados llamada Muppet Babies, en donde los protagonistas de The Muppet Show son presentados en versión infantil viviendo juntos en una guardería bajo el cuidado de una mujer humana identificada solo como "Nanny". Muppet Babies fue estrenada en 1984 por la cadena CBS y se emitió hasta 1991.

## Fraggle Rock

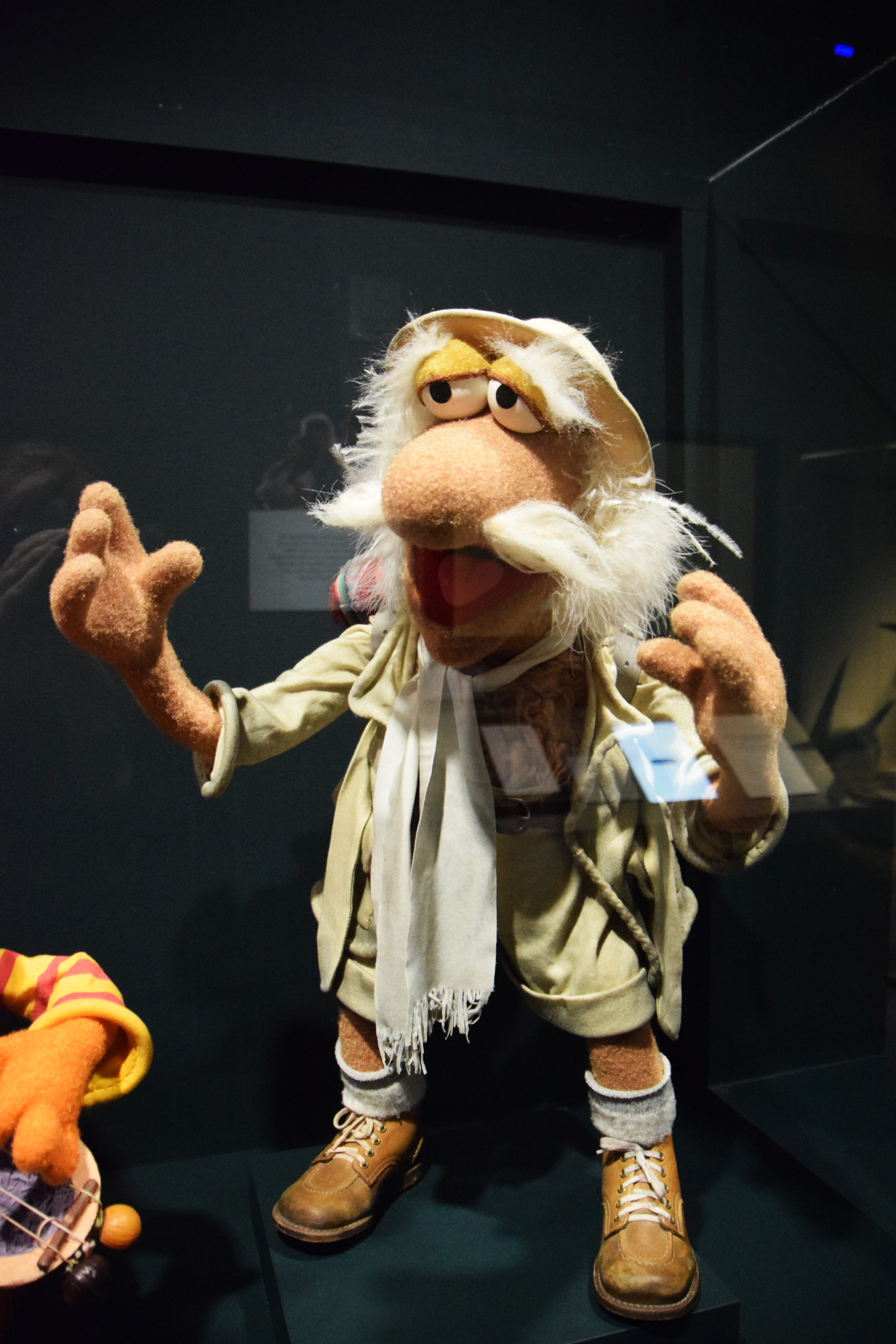
El personaje de Fraggle Rock Tío Matt el viajero, en "The Jim Henson Exhibition", Museo de la Imagen en Movimiento

En 1983, Jim Henson presentó un nuevo programa para niños llamado Fraggle Rock (Los Fráguel, en España). El programa se preocupaba por promover la comprensión en todas las culturas y en todo el mundo, un tema que era muy importante para él. Aunque estuvo muy involucrado en la serie como creador y sirvió como director en varios episodios, en este punto Jim se estaba volviendo cada vez más "manos libres" como intérprete y comenzaba a mirar proyectos ambiciosos de títeres "realistas", en lugar de asignar los papeles regulares para los veteranos de The Muppet Show, así como para los titiriteros recién llegados y talento local (el show se grababa en Toronto, Canadá). Sin embargo, sus apariciones muy ocasionales en Fraggle Rock mostraban a dos personajes que se robaban el show, el enigmático e "implacablemente tranquilo" Cantus el juglar y el extravagante John Convincing. El programa, emitido por el canal de cable HBO finalizó en 1987, después de 4 temporadas.

## El Cristal Oscuro,Laberintoy otros proyectos
Henson pasó a un proyecto aún más ambicioso. Con la ayuda del ilustrador de fantasía Brian Froud, creó un mundo parecido al de J.R.R. Tolkien para la película The Dark Crystal (Cristal Oscuro/El Cristal Encantado) de 1982. Esta producción estuvo completamente poblada por títeres extremadamente detallados y de aspecto realista, un gran avance y cambio con respecto al aspecto de dibujos animados (previsto) de los muppets anteriores. Aunque fue un fracaso inicial de taquilla, The Dark Crystal más tarde desarrolló seguidores como una película de culto ampliamente respetada.
En 1986, dirige su segunda película de fantasía llamada Labyrinth (Dentro del Laberinto/Laberinto), protagonizada por el cantante británico David Bowie (quien también escribió las canciones de la película) y la entonces joven actriz Jennifer Connelly. Para ayudar a asegurar la financiación de la película, Henson llamó a George Lucas como productor ejecutivo. Ellos tenían una larga historia de colaboración juntos, ya que Lucas había trabajado en estrecha colaboración con Jim en la creación de Yoda (interpretado por Frank Oz) para las películas de Star Wars.
En 1987 fue el director y guionista de una exitosa miniserie de 9 capítulos, llamada The Storyteller (El narrador de cuentos o El Cuentacuentos en Latinoamérica y España, respectivamente) y protagonizada por el actor británico John Hurt.
En 1989 creó The Jim Henson Hour (La hora de Jim Henson), un espacio que mostraba las diversas creaciones de títeres de The Jim Henson Company, incluidos los personajes Muppet. El programa emitido por la cadena NBC, solo tuvo 12 episodios, los cuales solo se emitieron 9 en ese momento para luego ser cancelado.
Basado en lo que él y su equipo aprendieron de sus experiencias en The Dark Crystal, Henson fundó "The Creature Shop", para crear nuevos personajes tanto para películas de Henson como para producciones externas. Las producciones propias durante su vida incluyeron las ya mencionada Laberinto, mientras que las producciones donde su equipo colaboró en la elaboración de personajes incluyeron Dreamchild, The Bear, Teenage Mutant Ninja Turtles (Las tortugas ninja) y The Witches, estas dos últimas en 1990.

## Enfermedad y muerte
El viernes 4 de mayo de 1990, Henson fue invitado al programa The Arsenio Hall Show para promocionar el que sería su último proyecto televisivo, The Muppets at Walt Disney World. Paradójicamente esta entrevista fue su última aparición en televisión. Arthur Novell, publicista de Henson, cuenta que: "Admitió que estaba cansado, que tenía dolor de garganta, pero insistió en que iría". Como era de esperar, en lugar de descansar en Los Ángeles, fue a comprar antigüedades y luego voló a Nueva York para trabajar en el acuerdo que meses atrás había firmado con The Walt Disney Company y los proyectos Muppet.
El sábado 12 de mayo, en lo que sería el último fin de semana de su vida, Henson, junto con su hija Cheryl, realizó uno de sus frecuentes viajes a la ciudad rural de Ahoskie, Carolina del Norte, para visitar a su padre y su madrastra. Luego regresó a Nueva York el domingo 13, en un vuelo anterior. Según cuenta su hija Cheryl: "Al regresar el domingo del aeropuerto, estaba realmente cansado". Al día siguiente, debido a su estado de salud canceló una sesión de grabación de los muppets. Henson tenía dificultades para respirar y había estado tosiendo sangre. Aun así, no se fue a un hospital. Parte de la razón, fue su educación en Christian Science. Si bien no practicó la fe, eso "afectaba su pensamiento general", cuenta su exesposa Jane, quien lo acompañaba en ese momento.
A las 4:00 a. m. del martes 15, Henson decide al fin ir al Hospital. Llamaron a un automóvil y lo llevaron al Hospital de Nueva York. En el momento que fue admitido, su cuerpo se estaba apagando rápidamente. Las radiografías iniciales mostraron pequeñas bolsas de infección. Varias horas después se habían extendido por sus pulmones. Durante ese día, su exesposa Jane Henson, cuatro de sus cinco hijos, su amigo Frank Oz y un puñado de amigos mantuvieron la vigilia en el pasillo del hospital. Fue sometido a un tratamiento, dándole todo tipo de antibióticos, tratando de mantenerlo con vida el tiempo suficiente para que surtieran efecto.
A la 1:21 a. m. del miércoles 16 de mayo, después de dos paros cardíacos, Jim Henson falleció. Se había infectado con una bacteria extremadamente rara llamada estreptococo del grupo A que se descubrió demasiado tarde para que recibiera el tratamiento adecuado. Su muerte se debió a causa de una neumonía, aproximadamente 20 horas después de registrarse en la sala de emergencias del Hospital.
Henson alguna vez en vida, había deseado "un pequeño funeral amistoso de algún tipo". Ese deseo se concedió en un vibrante servicio en la Catedral de San Juan el Teólogo en Manhattan, el 21 de mayo, donde 5000 fanáticos vestidos de colores (nadie vistió de negro, según deseo de Henson) revoloteaban mariposas pintadas a mano, mientras una banda Dixieland de Nueva Orleans interpretaba “When the Saints Go Marching In.” Posteriormente Jim, recibió otro servicio memorial en la Catedral de San Pablo en Londres el 2 de julio de ese mismo año.
Henson fue cremado en el cementerio de Ferncliff en Nueva York y sus cenizas fueron enterradas cerca de Taos, Nuevo México, en mayo de 1992.

## Legado

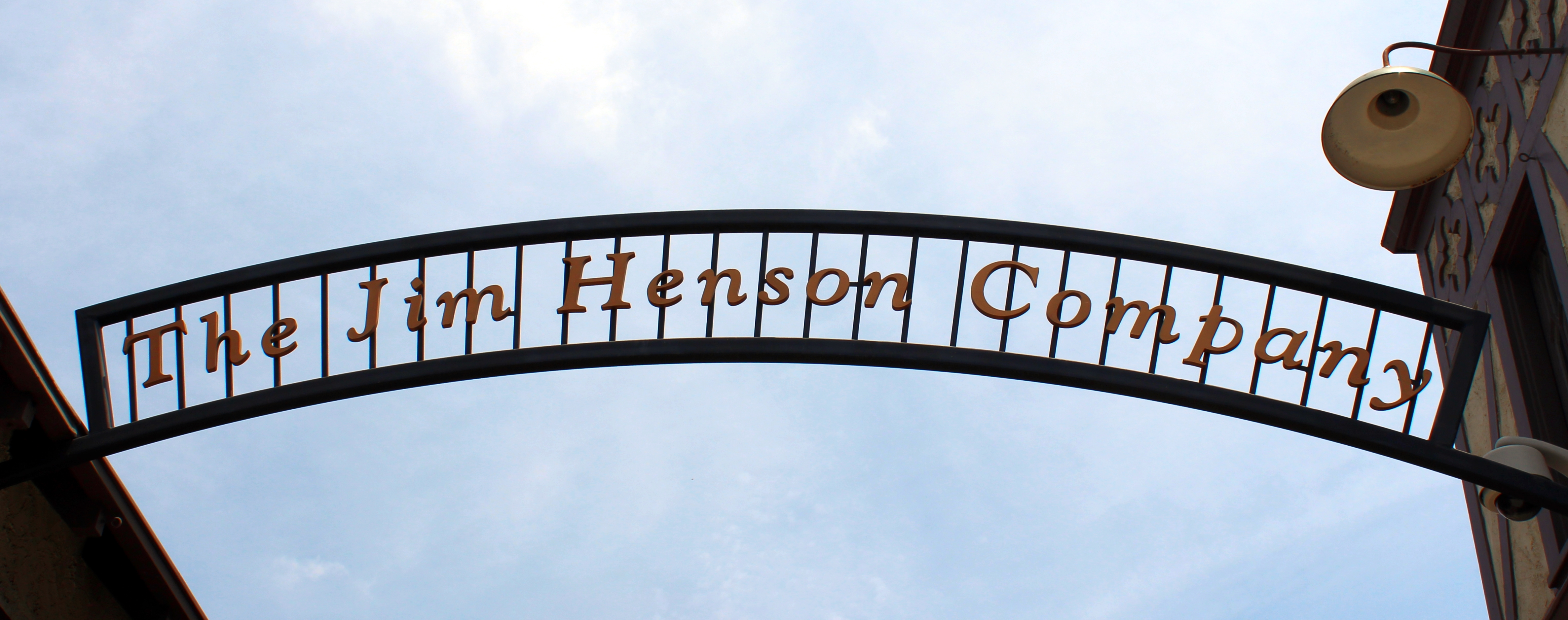

A finales de 1989, Henson hizo un cambio radical en su carrera. Queriendo ser menos empresario y centrarse más en el lado creativo de su compañía, entró en conversaciones con el entonces presidente de The Walt Disney Company, Michael Eisner para vender su compañía y sus personajes (menos los de Sesame Street). Después de la muerte repentina y prematura de Henson en 1990, las negociaciones salieron mal y Disney no adquirió los derechos de The Muppets sino hasta febrero de 2004. Desde entonces, Disney controla a través de la filial de propiedad absoluta de The Muppets Studio y continúa usándolo en nuevas producciones.
Hoy, el legado de Jim Henson se lleva a cabo en diferentes formas. Sesame Workshop (anteriormente Children's Television Workshop) ahora posee todos los derechos de los personajes de Sesame Street y continúa experimentando con su formato. La propia empresa de Henson, "The Jim Henson Company", bajo la guía de sus hijos Brian, Lisa, Cheryl y Heather (su hijo John Henson murió en febrero de 2014), continúa lanzando nuevo material, incluyendo películas de Creature Shop y contenido original como Sid el Niño científico, Pajanimals, Los Doozers, entre otras. Así como también el desarrollo de Henson Alternative, que presenta temas y contenidos más maduros que los tradicionalmente asociados con The Jim Henson Company.
Google conmemoró el día de su cumpleaños en el 2011 presentando un logotipo con la forma de los personajes que dio vida, The Muppets.

## Filmografía

### Cine
| Año  | Trabajo                                  | Notas                              |
| ---- | ---------------------------------------- | ---------------------------------- |
| 1965 | Time Piece                               | Director/Cortometraje              |
| 1969 | The Cube                                 | Director/ Película para Televisión |
| 1979 | The Muppet Movie                         | Productor/titiritero               |
| 1981 | The Muppet Great Caper                   | Director/titiritero, cameo         |
| 1982 | The Dark Crystal                         | codirector junto con Frank Oz      |
| 1984 | The Muppets Take Manhattan               | Productor Ejecutivo/titiritero     |
| 1985 | Sesame Street presents: Follow that Bird | Titiritero                         |
| 1986 | Labyrinth                                | Director                           |

### Televisión
| Año       | Trabajo                                | Personaje | Notas |
| --------- | -------------------------------------- | --- | --- |
| 1955-1961 | Sam and Friends                        | Sam, el profesor Madcliffe, Harry the Hipster, Omar, Pierre la rata francesa, Yorick, otros                      | Fue la primera serie de televisión de Henson, un programa de cinco minutos que se transmitió dos veces al día.                                                                                                   |
| 1963-1966 | The Jimmy Dean Show                    | Rowlf el perro                                                                                                   | Programa de variedades. Actuó como invitado |
| 1966-1971 | The Ed Sullivan Show                   | Varios personajes                                                                                                | Invitado en varios programas con The Muppets |
| 1969-1989 | Sesame Street                          | Kermit la rana, Ernie, Guy Smiley, otros.                                                                        | Estuvo desde el comienzo del show hasta 1989 cuando grabó sus últimos segmentos para la temporada 21 |
| 1969      | Hey Cinderella!                        | Kermit la rana, Rey Goshposh,                                                                                    | Primera parte de una serie de especiales de televisión con temas de cuentos de hadas bajo el título de "Tales from Muppetland"                                                                                   |
| 1970      | The Great Santa Claus Switch           | Fred el Elfo, Lothar                                                                                             | Especial musical de navidad, que hizo parte de The Ed Sullivan Show |
| 1971      | The Frog Prince                        | Kermit, Garth y el Rey Rupert Segundo                                                                            | Segunda y tercera parte de "Tales from Muppetland" |
| 1972      | The Muppet musician of Bremen          | Varios personajes                                                                                                | Segunda y tercera parte de "Tales from Muppetland" |
| 1974      | The Muppet Valentine Show              | Wally, Kermit, Rowlf y Ernie.                                                                                    | Episodios Pilotos de The Muppet Show, emitidos por la cadena estadounidense ABC |
| 1975      | The Muppet Show: Sex and Violence      | Nigel, George Washington, Rex                                                                                    | Episodios Pilotos de The Muppet Show, emitidos por la cadena estadounidense ABC |
| 1976-1993 | The Muppet Show                        | Kermit, Rowlf, Chef Sueco, Waldorf, Dr Teeth, otros.                                                             | Grabado en Reino Unido y emitido por la cadena ATV, de la red de televisión británica ITV. |
| 1979      | The Muppets Go Hollywood               | Kermit, Rowlf, Dr. Teeth, Waldorf, El Chef Sueco, Link Hogthrob                                                  | |
| 1979      | Rocky Mountain Holiday                 | Kermit, Rowlf, Dr. Teeth, Waldorf, El Chef Sueco, Link Hogthrob                                                  | Especiales de The Muppets junto al cantautor de música country Jonh Denver. |
| 1979      | A Christmas Together                   | Kermit, Rowlf, Dr. Teeth, Waldorf, El Chef Sueco, Link Hogthrob                                                  | Especiales de The Muppets junto al cantautor de música country Jonh Denver. |
| 1981      | The Muppets go to the movies           | Kermit, Rowlf, Dr. Teeth, Waldorf, El Chef Sueco, Link Hogthrob                                                  | |
| 1983      | Big Bird in China                      | Ernie | Especial de Sesame Street, emitido por la cadena NBC y producido por Children's Television Workshop junto a la cadena estatal china CCTV.                                                                        |
| 1983-1987 | Fraggle Rock                           | Cantus el juglar, John Convincing                                                                                | |
| 1984-1991 | Muppet Babies                          | Productor Ejecutivo                                                                                              | Primera serie animada protagonizada por los Muppets. Emitida los sábados en la mañana por la cadena CBS. |
| 1986      | The Muppets: A Celebration of 30 years | Kermit, Rowlf, Ernie, Dr. Teeth, Waldorf, El Chef Sueco, Link Hogthrob, Sam, Harry the Hipster, él mismo(cameo)  | Programa especial que conmemora los 30 años de la primera aparición de los Muppets en televisión. Aparecen los personajes de algunas de sus producciones muppet (Sam & Friends, Sesame Street, The Muppet show). |
| 1986      | The Tale of the Bunny Picnic           | The Dog/ Director, productor                                                                                     | |
| 1986      | The Christmas Toy                      | Jack-in-the-Box                                                                                                  | |
| 1987-1989 | The Storyteller                        | Director/Productor                                                                                               | |
| 1987      | A Muppet Family Christmas              | Kermit, Rowlf, Ernie, Dr. Teeth, Waldorf, El Chef Sueco, Link Hogthrob, varios, él mismo (cameo).                | Especial de Navidad estrenado el 16 de diciembre de 1987 en ABC, donde aparecen los muppets de Sesame Street, The Muppet Show y Fraggle Rock, de manera conjunta.                                                |
| 1989      | Sesame Street 20...and Still Counting  | Él mismo, Kermit la Rana, Ernie.                                                                                 | Especial de NBC, que conmemora los 20 años de Sesame Street, su impacto en la televisión y en la educación infantil.                                                                                             |
| 1989      | The Jim Henson Hour                    | Anfitrión, Kermit la rana, Rowlf, Dr. Teeth, Waldorf, El Chef Sueco, Link Hogthrob, varios, Productor ejecutivo. | |
| 1990      | The Muppets at Walt Disney World       | Kermit, Rowlf, Dr. Teeth, Waldorf, El Chef Sueco, Link Hogthrob, productor ejecutivo.                            | Última producción realizada por Henson. Se estrenó en NBC el 6 de mayo de 1990, diez días antes de su muerte. |

### Atracciones turísticas
| Año  | Trabajo                       | Personajes                          | Notas |
| ---- | ----------------------------- | ----------------------------------- | --- |
| 1991 | Jim Henson's Muppet Vision 3D | Kermit the frog, Waldorf / Director | Atracción turística de Walt Disney World Resort en Florida, inaugurada el 16 de mayo de 1991, al cumplirse el primer aniversario de la muerte de Henson. Para el desarrollo de esta, Jim había grabado y dirigido los segmentos a principios de 1990. |

## Premios y distinciones
Premios Óscar
| Año  | Categoría          | Película   | Resultado |
| ---- | ------------------ | ---------- | --------- |
| 1966 | Mejor cortometraje | Time Piece | Nominado  |

#### Premios Emmy Daytime
| Año  | Categoría                                           | Programa                | Resultado |
| ---- | --------------------------------------------------- | ----------------------- | --------- |
| 1974 | Logro individual destacado en programación infantil | Sesame Street           | Ganador   |
| 1979 | Logro individual destacado en programación infantil | Sesame Street           | Ganador   |
| 1986 | Mejor programa animado                              | Muppet Babies           | Ganador   |
| 1987 | Mejor programa animado                              | Muppet Babies           | Ganador   |
| 1988 | Mejor programa animado                              | Muppet Babies           | Ganador   |
| 1989 | Mejor programa animado                              | Muppet Babies           | Nominado  |
| 1991 | Mejor Serie Infantil                                | Historias de Mamá Ganso | Nominado  |

#### Premios Emmy Primetime
| Año  | Categoría                                             | Programa                                           | Resultado |
| ---- | ----------------------------------------------------- | -------------------------------------------------- | --------- |
| 1977 | Mejor Guion en Serie de Comedia, Musical o Variedades | The Muppet Show                                    | Nominado  |
| 1977 | Mejor Serie de Comedia, Musical o Variedades          | The Muppet Show                                    | Nominado  |
| 1978 | Mejor Guion en Serie de Comedia, Musical o Variedades | The Muppet Show                                    | Nominado  |
| 1978 | Mejor Serie de Comedia, Musical o Variedades          | The Muppet Show                                    | Ganador   |
| 1979 | Mejor Programa de Comedia, Musical o Variedades       | The Muppet Show                                    | Nominado  |
| 1981 | Mejor Programa de Comedia, Musical o Variedades       | The Muppet Show                                    | Nominado  |
| 1981 | Mejor Programa Infantil                               | Emmet Otter's Jug Band Christmas                   | Nominado  |
| 1987 | Inclusión en el Salón de la Fama de la Televisión     | Inclusión en el Salón de la Fama de la Televisión  | Ganador   |
| 1987 | Mejor Programa Infantil                               | Jim Henson's The Storyteller: Ep. Hans My Hedgehog | Ganador   |
| 1987 | Mejor Programa Infantil                               | The Christmas Toy                                  | Nominado  |
| 1988 | Mejor Programa Infantil                               | Jim Henson's The Storyteller: Ep. The Luckchild    | Nominado  |
| 1988 | Mejor Programa Infantil                               | Jim Henson's The Storyteller: Ep. A Story Short    | Nominado  |
| 1988 | Mejor Programa Infantil                               | A Muppet Family Christmas                          | Nominado  |
| 1989 | Mejor Programa Especial                               | Sesame Street: 20 and Still Counting               | Nominado  |
| 1989 | Mejor Director de Programa Musical o Variedades       | The Jim Henson Hour                                | Ganador   |
| 1989 | Mejor Programa Infantil                               | The Jim Henson Hour                                | Nominado  |

Festival Internacional de Cine de Venecia
| Año  | Categoría               | Película   | Resultado |
| ---- | ----------------------- | ---------- | --------- |
| 1965 | Placa León de San Marco | Time Piece | Ganador   |